# 乃木神社

乃木神社（のぎじんじゃ）は、明治時代の大日本帝国陸軍大将、乃木希典を祀った神社。日本国内に複数の乃木神社がある。乃木の出身地の下関市や別邸のあった那須塩原市など、乃木ゆかりの地に多い。
栃木県野木町に同じ読みの野木神社があるが、野木神社は伝承によれば4世紀ごろ創立された神社で、乃木神社とは由来は全く異なる。ただし、乃木希典は自身の姓と読みの同じ野木神社を特別な神社だと考え、数回参拝したほか奉納も行っている。

## 主な乃木神社
- 函館乃木神社（北海道函館市乃木町） - 1916年（大正5年）に独立の函館乃木神社として創建。1964年（昭和39年）に東京の乃木神社に寄進され、函館分社となっていた。2016年（平成28年）に再独立。
- 乃木神社 (函館市)（北海道室蘭市） - 御傘山神社末社。
- 乃木神社 (那須塩原市)（栃木県那須塩原市） - 日清戦争後に乃木が閑居した別邸の敷地内にある。旧社格は県社。
- 乃木神社 (東京都港区)（東京都港区赤坂） - 乃木夫妻が自刃した邸宅の隣地にある。旧社格は府社で、現在は神社本庁の別表神社。女性アイドルグループ乃木坂46が毎年、初詣や成人式を行っていることでも知られている。
- 乃木神社 (飯能市)（埼玉県飯能市） - 秩父御嶽神社境内社。 東郷神社も祀られている。
- 乃木神社 (京都市)（京都市伏見区） - 伏見桃山陵の麓にある。旧社格は府社。
- 乃木神社 (下関市)（山口県下関市） - 乃木が住んでいた邸宅（現存）の敷地に建立。下関市長府は乃木の郷里である。旧社格は県社。
- 乃木神社 (善通寺市)（香川県善通寺市） - 香川縣護國神社（讃岐宮）境内社。